# 格子欠陥
格子欠陥（こうしけっかん、英: lattice defect）とは、結晶において空間的な繰り返しパターンに従わない要素である。日本語の「格子欠陥」は、1956年に登場したとされている。格子欠陥は大別すると「不純物」と「原子配列の乱れ」があり、後者だけを格子欠陥と呼ぶときがある。狭い意味では特に格子空孔（後述）を指すこともある。伝導電子や正孔も広い意味では格子欠陥に含まれる。
格子欠陥は機械材料または構造材料において結晶の強度を低下させる要因となるが、結晶の塑性、脆性、靭性を制御するために利用されることもある。材料の強度として重要な降伏、加工硬化、破壊等の構造敏感な性質は格子欠陥によって大きく影響を受ける。
また電気材料または電子材料においてはその電気的特性を制御するために利用される。例えば高純度シリコン結晶に不純物としてヒ素を添加すると、ヒ素原子がシリコン原子を置き換えて異種原子となり、さらに伝導電子を放出して荷電要素となる。このような状態がn型半導体である。またイオン結晶中の点欠陥は色中心になる。半導体中の格子欠陥は、捕獲中心や電子-正孔ペアの再結合中心になる。

## 格子欠陥の種類

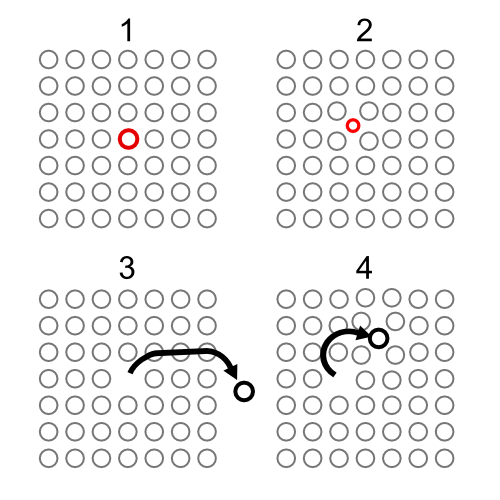
4種類の点欠陥 1.異種原子による置換 2.格子間原子 3.原子空孔 4.フレンケル欠陥

格子欠陥は点欠陥、線欠陥および面欠陥の3種に大別される。
点欠陥
空間的な繰り返しパターンを含まない格子欠陥である。点欠陥はそれぞれ熱平衡濃度を持っており、点欠陥を全く含まない結晶は存在しない。点欠陥には例えば次のようなものがある。
異種原子結晶を構成する原子の一部が置き換わった異種の原子である。
格子間原子結晶内部の、もともと原子が占めていない隙間に侵入した原子である。エネルギが大きいため平衡濃度は比較的小さい。
原子空孔（空格子）結晶を構成する原子の一部が存在しないことである。融点近くでの金属中の原子空孔の平衡濃度は10-4のオーダーである。原子拡散では原子空孔が重要となる。ショットキー欠陥などがある。
フレンケル欠陥
アンチサイト欠陥
電気的欠陥電荷の過不足である。例えば次のようなものがある。
伝導電子特定の原子から離れて結晶内部を移動する電子である。
正孔特定の原子から離れて結晶内部を移動する電子の不足状態である。
荷電要素結晶を構成する要素が電子を放出したり捕らえたりして電荷を帯びたものである。例えば多くの格子空孔は荷電要素として存在する。
線欠陥例えば転位など。塑性変形を加えると大量に線欠陥が導入される。点欠陥が一次元的に連続して配置すればこれも線状の欠陥ではあるが、このようなものは本質的には点欠陥であり区別される。
面欠陥点欠陥が二次元的に連続して配置したものである。例えば積層欠陥、双晶面、結晶粒界、結晶表面など。
その他、点欠陥が三次元的に連続して配置した空隙をバルク欠陥（体積欠陥、ボイド）と呼ぶこともあるが、これは結晶内部にあるとは言えないため格子欠陥とは区別される。
点欠陥は一般的にクレーガー＝ビンクの表記法で表される。

## 格子欠陥生成の要因
温度
結晶を構成する要素は空間的な繰り返しパターンに従う場所に位置する時に安定であるが、温度の影響によって異なる場所に移動する確率が発生する。例えば原子が結晶内部の隙間に移動して格子間原子を形成するとともに格子空孔を形成した状態をフレンケル欠陥と呼び、結晶を構成する一組の原子が結晶外部に移動して残された一組の格子空孔をショットキー欠陥と呼ぶ。また、温度の影響によって結晶を構成する異なる原子同士が入れ替われば異種原子となる。真性半導体における伝導電子・正孔対の発生も温度による。
点欠陥を作るのに必要な活性エネルギーは格子間原子より原子空孔のほうが小さいため、温度の上昇とともに増加する点欠陥の大部分は原子空孔である。
原子価の変動
結晶を構成する原子は一定数の電子を含んでいるが、このうちの一部がその原子から離れて伝導電子として振る舞うことがある。あるいは原子が電子を捕らえて独自に振る舞う正孔を生成することもある。これに関わった原子は原子価が変化し、荷電要素となっている。
不定比性
完全な結晶を構成するためには原子が厳密に一定の比率で含まれていることが必要であるが、ある範囲内であれば原子数の比率がずれても結晶を構成することができる。このとき余剰あるいは不足した原子が格子欠陥となる。
不純物・添加物
結晶内部に結晶を構成する原子とは異なる種類の原子を添加するとしばしば格子欠陥となる。例えば添加物原子が結晶内部の隙間に侵入し格子間原子となった結晶を侵入型固溶体と呼び、添加物原子が結晶内部のもとの原子を置き換えて異種原子となった結晶を置換型固溶体という。
応力
結晶に応力を発生させると点欠陥が発生しやすくなる。さらに大きな応力を加えると点欠陥が集合して線欠陥を形成し、さらに大きな応力を加えると線欠陥が集合して面欠陥を形成し、やがて破断する。
外部環境
結晶は外部環境との間で化学平衡に従う。外部環境において結晶を構成する原子の自由エネルギーが低い場合（例えば分圧が低い場合）、原子が外部に漏出し格子空孔を生成する。例えば多くの酸化物は酸素空孔（酸素の格子空孔）を含んでいるが、この濃度は外部の酸素分圧によって変化する。
空間的制限
有限の大きさを持つ結晶は表面や結晶粒界を持つことになるため面欠陥が存在することになる。

## 観測法
格子欠陥を直接観測する方法としては以下がある。
電子顕微鏡ブラッグ反射の強度変化による回折コントラストとして観測される。薄膜試料で用いられ、欠陥密度が高い場合に見ることができる。
走査プローブ顕微鏡鋭利に尖ったプローブを用いて、原子レベルで結晶表面の格子欠陥を直接観察し、構造、電子状態、反応機構などを解析できる。また、格子欠陥のマニピュレーションなども可能である。　
X線回折電子顕微鏡と同じく回折コントラストとして観測される。厚い試料で用いられ、欠陥密度の小さい場合に有効である。
光散乱欠陥近傍での光の屈折率の変化による光散乱を観察する。
電子スピン共鳴欠陥の不対電子による磁気共鳴の吸収を観察する。
カソードルミネッセンス、フォトルミネッセンス電流や光を欠陥に与えることで生じる発光を観察する。

## 研究会
格子欠陥研究を議論する研究会として、日本物理学会領域10[外部リンク]格子欠陥・ナノ構造分科[外部リンク]が主催する格子欠陥フォーラムが毎年行われている。